# Zavala kolostor
A Zavala kolostor (szerbül: Манастир Завала, romanizálva: Manastir Zavala) szerb ortodox kolostor Zavala faluban. A Popovo Polje (Popovo síkság) délnyugati szélén található, Bosznia-Hercegovina déli részén.

## Helyszín és történet
A kolostor Trebinje városától mintegy 55 kilométerre nyugatra található, a Boldogságos Szűz Mária bemutatásának szentelték. A templom északi fala egy barlanghoz tartozik. Ezt a monostort úgy is ismerik, mint azt a helyet, ahol Szent Bazil (1610–1671) a szerzetesi életet választotta.
Žitomislić és Tvrdoš mellett Zavala Kelet-Hercegovina egyik legfontosabb szerzetesi épülete. A kolostor első írásos emléke a 16. századból származik. A 17. és a 18. század elején a velencei–török háborúk során többször megrongálódott, 1722-ben pedig elpusztult. A 19. században restaurálták.
A második világháborúban a kolostor súlyos károkat szenvedett, a boszniai háborúban pedig tovább rongálódott és elhagyatottá vált. 2000 és 2002 között a kolostort teljesen felújították.
A kolostortemplom 2003 óta szerepel Bosznia-Hercegovina nemzeti műemlékeinek listáján.

### Zavala és Vjetrenica
A háború után a kolostort helyreállították, és a régi építészeti és kőfalazatú Zavala faluval, valamint a Vjetrenica-barlanggal együtt kultúrtörténeti, építészeti és természeti együttest alkotnak, amelyet a KONS Bosznia-Hercegovina fontos nemzeti műemlékeként véd. Nemzeti örökségként, valamint turisztikai és környezeti vonzereje miatt a helyszín felkerült az UNESCO Világörökség javaslati listájára is, amely a világörökségi helyszínné válás első lépése.

## Képgaléria

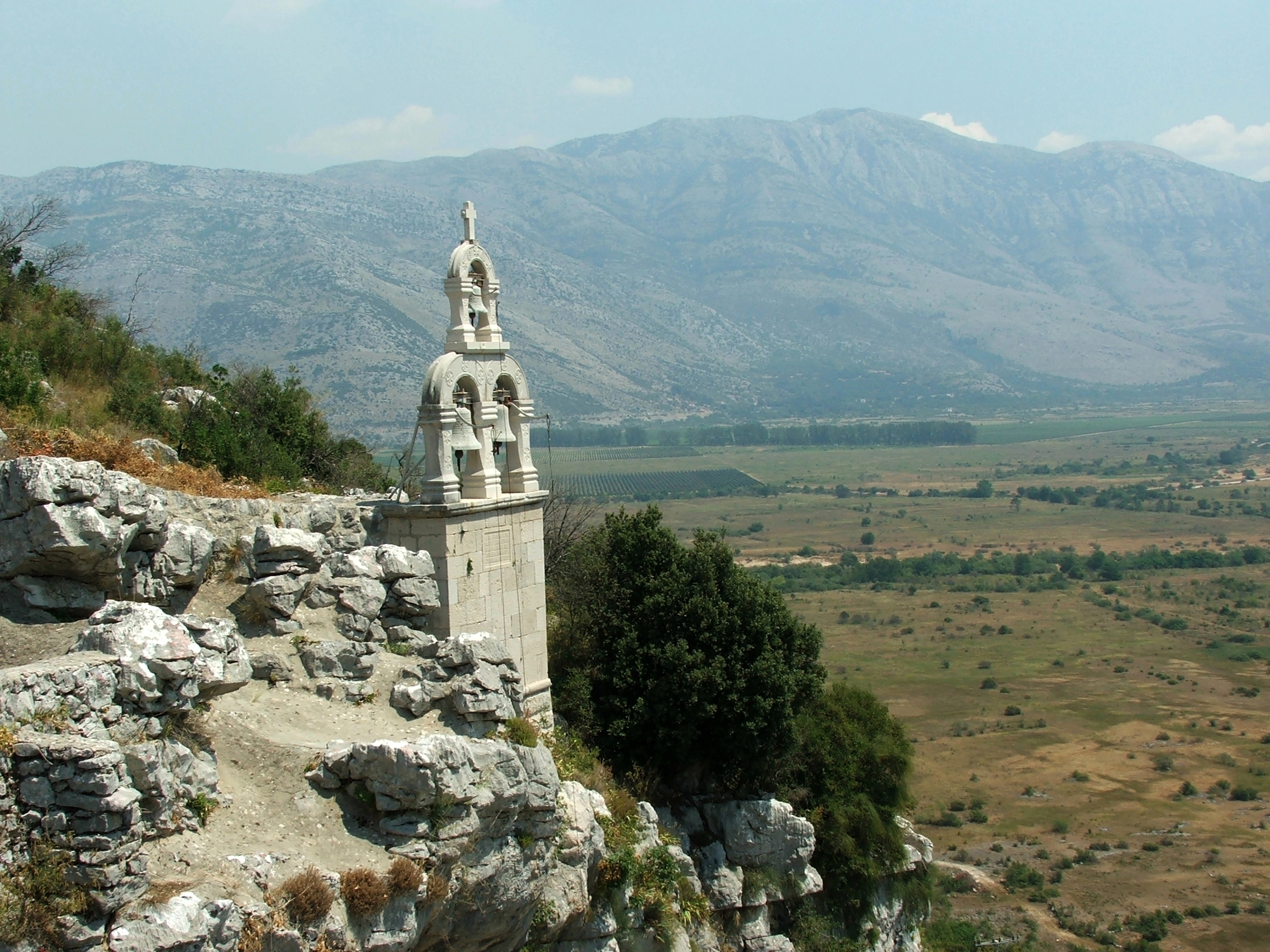
A harangtorony a Popovo Polje szélén
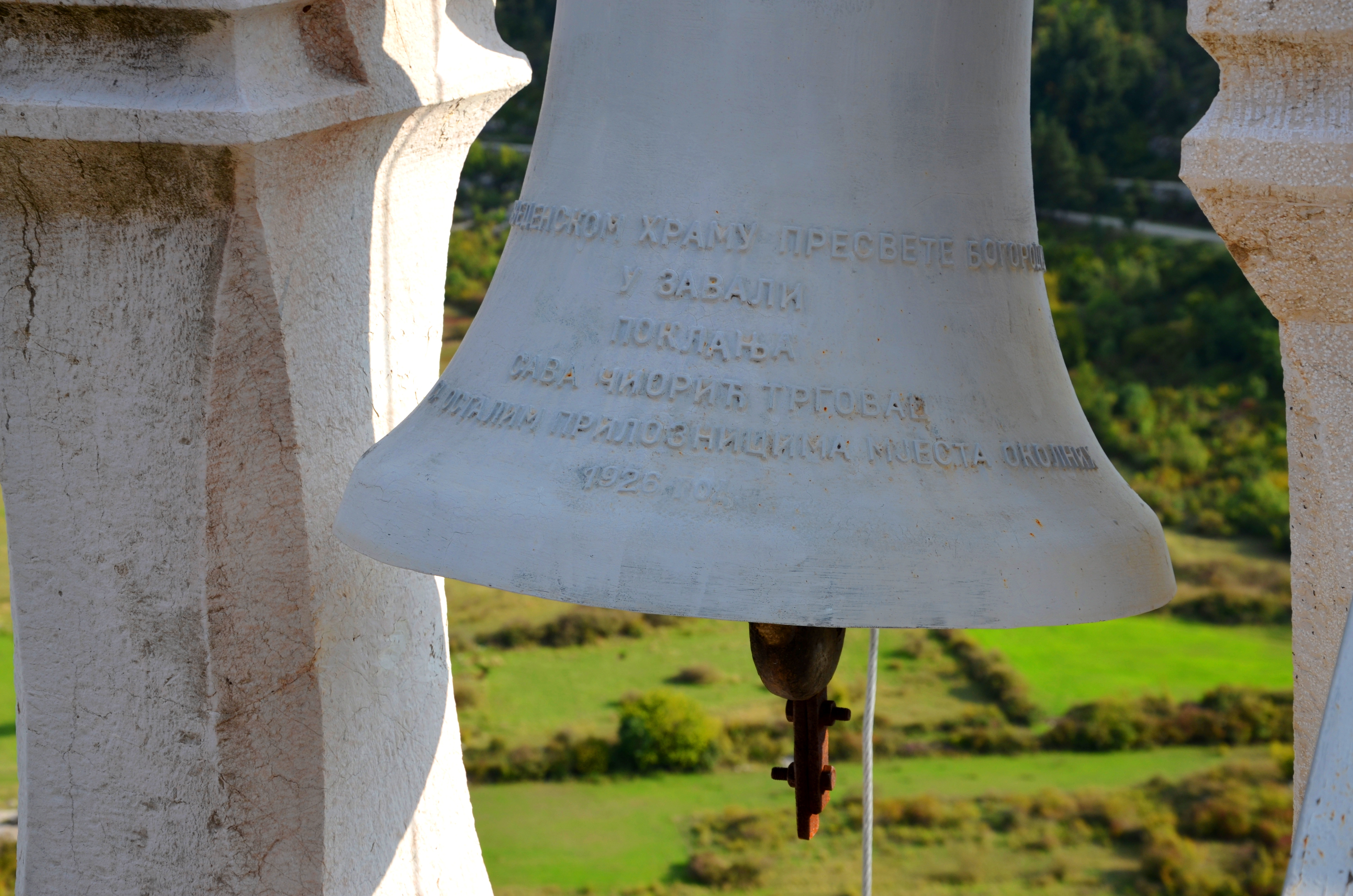
Felirat a harangon
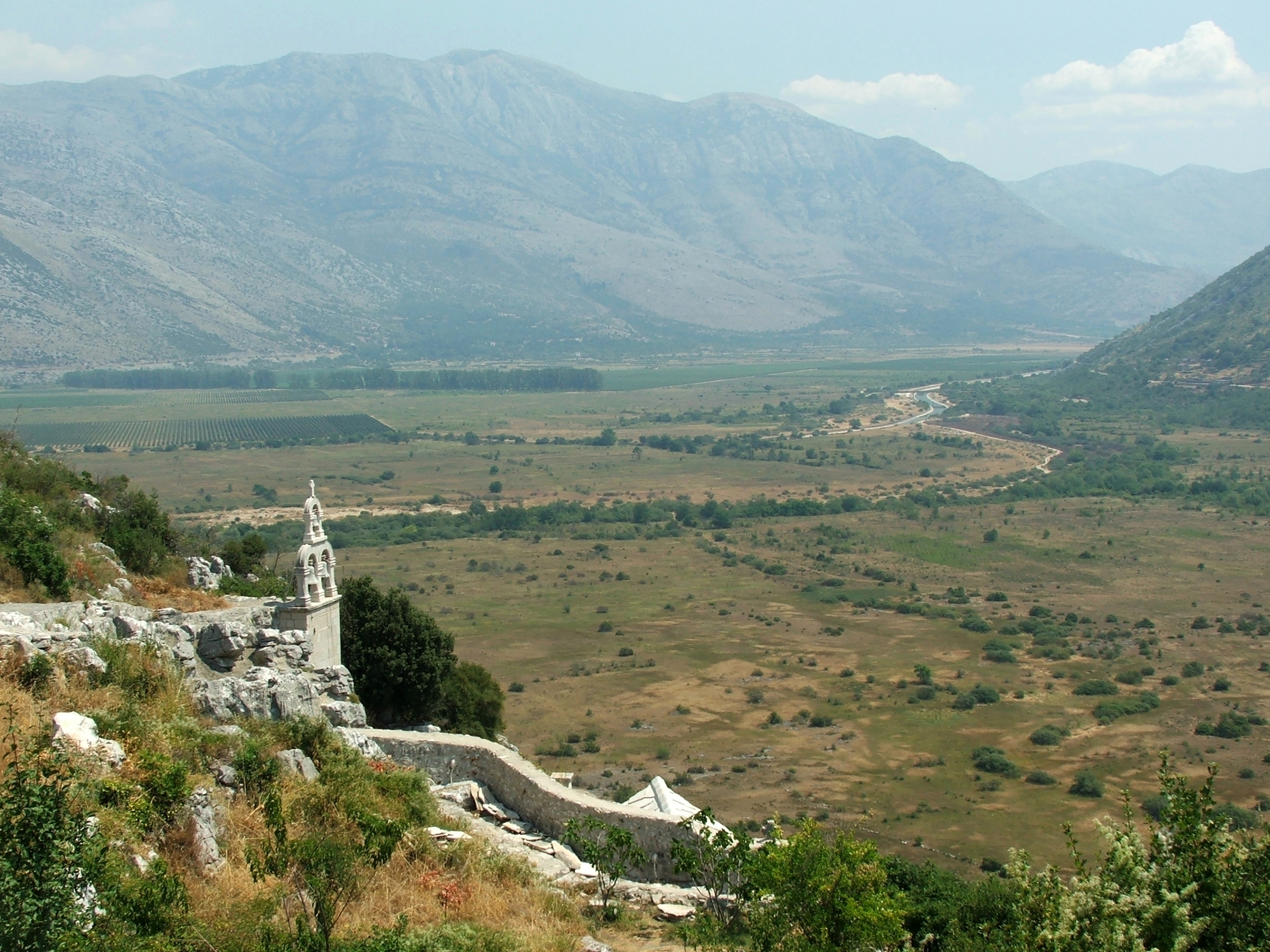
Madártávlatból fenséges a látvány
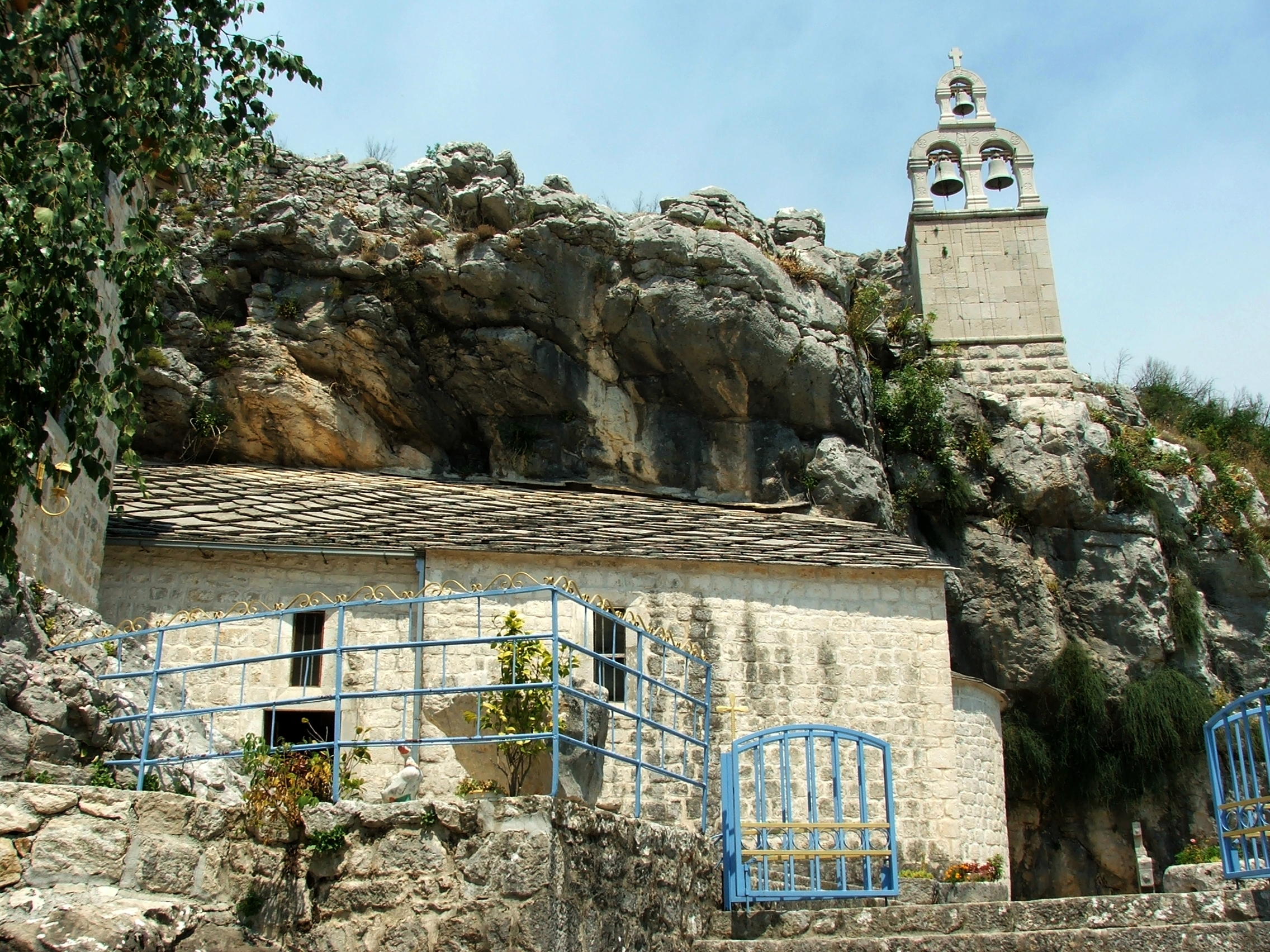
A templom a természetes barlangra támaszkodik
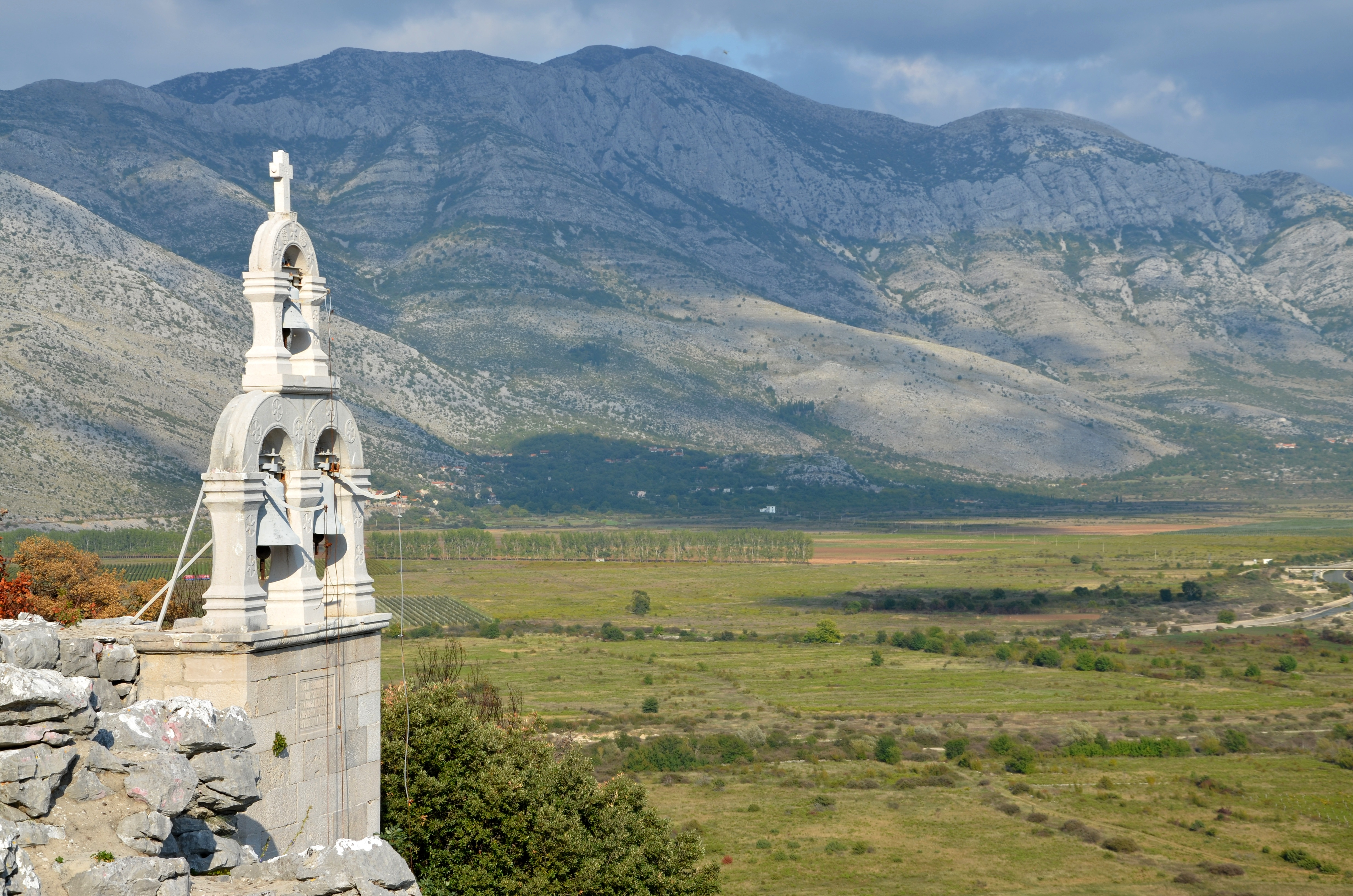
A kolostor és a környező táj
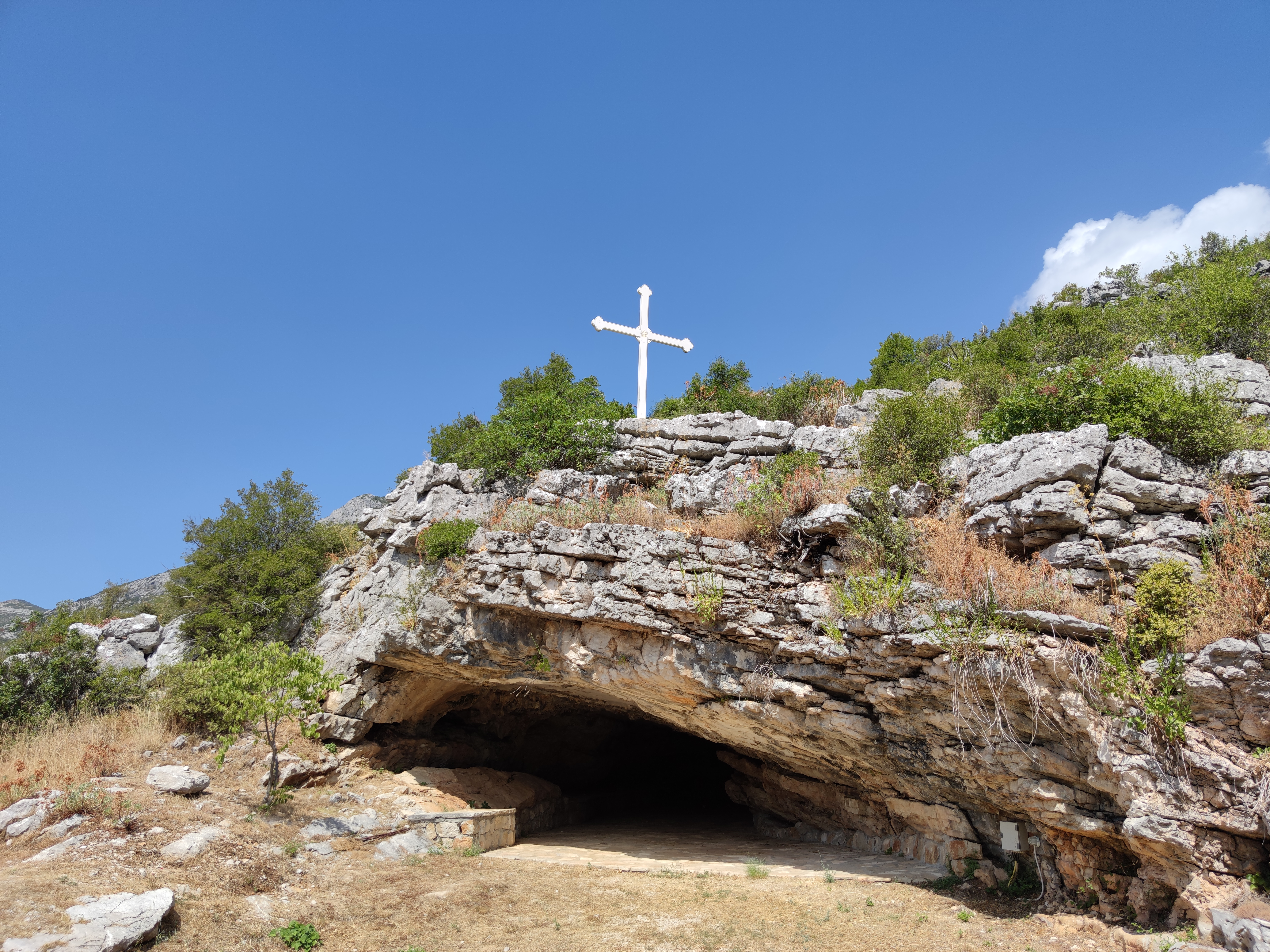
A kolostort Szűz Mária bemutatásának szentelték

## Fordítás
- Ez a szócikk részben vagy egészben  a   Zavala Monastery című angol Wikipédia-szócikk ezen változatának fordításán alapul.  Az eredeti cikk szerkesztőit annak laptörténete sorolja fel. Ez a jelzés csupán a megfogalmazás eredetét és a szerzői jogokat jelzi, nem szolgál a cikkben szereplő információk forrásmegjelöléseként.